# Mehmood Bhatti
Pour les articles homonymes, voir Bhatti.
 (mars 2013).
Mehmood Bhatti est un styliste Franco-pakistanais basé à Paris. 
Mehmood est originaire de Lahore et diplômé du Government College University. En 1977, il partit pour Paris afin de poursuivre un MBA sans avoir les ressources financières nécessaires. Toutefois, il trouve un emploi dans une boutique de vente au détail, d'abord comme agent de nettoyage, puis comme emballeur, avant de devenir vendeur.
En 1980, il s'intéresse à la mode et ouvre son propre point de vente. Dans un court laps de temps, il étend ses activités[réf. souhaitée]. Aujourd'hui[Quand ?], plus de cinq cents designers travaillent pour lui[Information douteuse]. Sa société multi-nationale, Bhatti, est située dans dix pays et réalise un chiffre d'affaires de plus de vingt millions d'euros annuels, société pour laquelle il a reçu la médaille « Travail et Mérite » de la Mairie de Paris.
En 1990, il a été reconnu comme le meilleur artisan du Sentier. La période de ses débuts à Paris est relatée dans son autobiographie Bhatti du Pakistan au Sentier, et a inspiré en 1997 le personnage principal du film La Vérité si je mens ! qui a été vu par plus de neuf millions de personnes. Le 23 mars 2004, Bhatti a reçu le Sitara-i-Imtiaz, troisième plus haute distinction Pakistanaise et plus haute distinction décernée à un civil.